# 2485 Scheffler
2485 Scheffler eller 1932 BH är en asteroid i huvudbältet, som upptäcktes 29 januari 1932 av den tyske astronomen Karl Wilhelm Reinmuth i Heidelberg. Den har fått sitt namn efter den tyske astronomen Helmut Scheffler.
Asteroiden har en diameter på ungefär 13 kilometer.